# 本多康重
本多 康重（ほんだ やすしげ）は、戦国時代から江戸時代前期にかけての武将・大名。三河岡崎藩初代藩主。大名としての本多豊後守家初代。
本多広孝の長男。母は東条松平義春の娘。正室は大垣藩主・石川家成の娘。子に康紀（長男）、紀貞（三男）、重世（四男）、娘（諏訪頼水正室）、娘（飛鳥井雅庸室）、娘（堀利重正室）、娘（遠藤慶勝正室）ら。通称は彦次郎。官位は従五位下、豊後守。

## 生涯

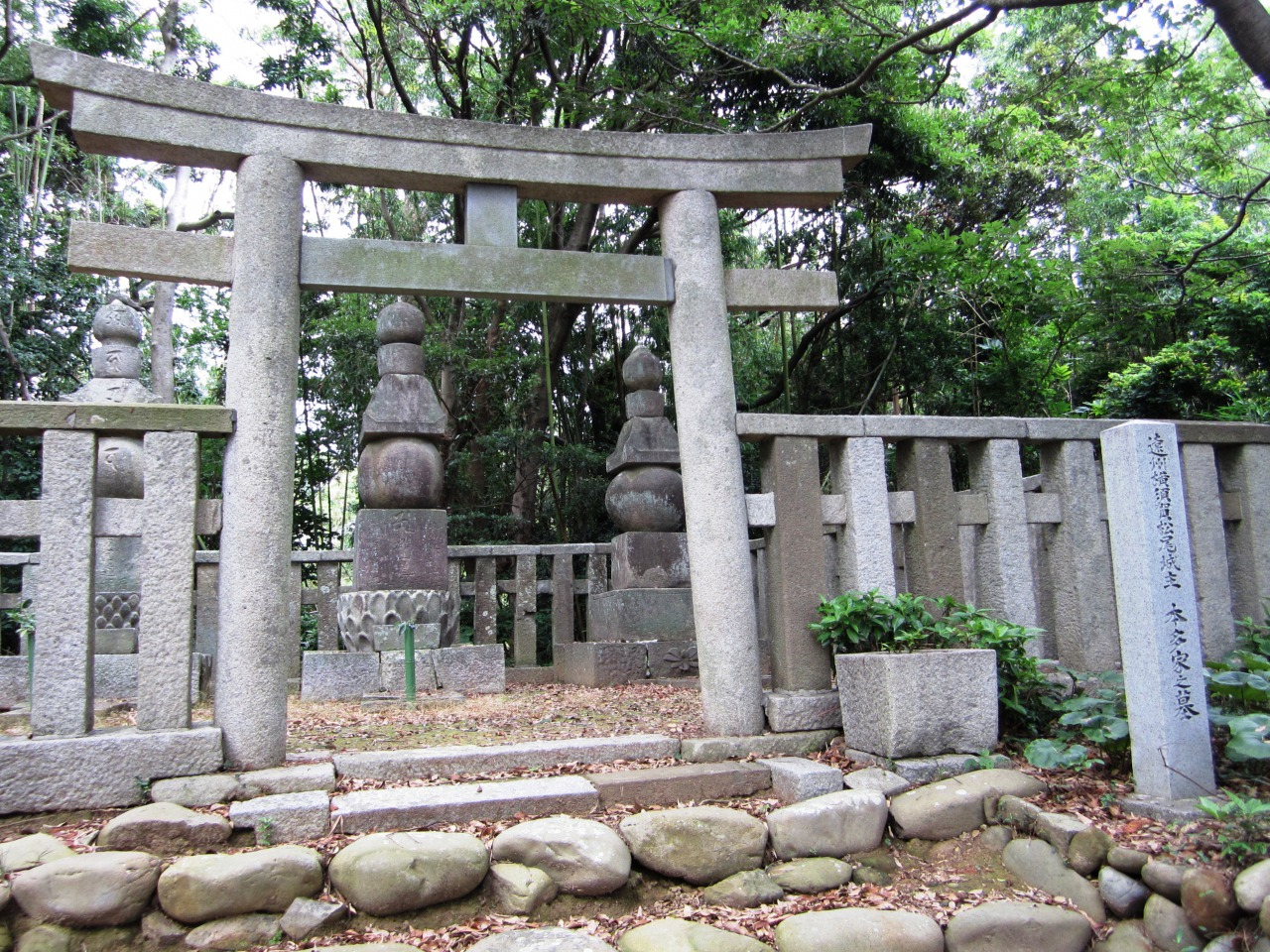
撰要寺の本多家の墓。右から康重、子の康紀、孫の忠利の墓。静岡県指定史跡（撰要寺墓塔群）。

永禄5年（1562年）、元服し主君の徳川家康から片諱を与えられる。永禄12年（1569年）、掛川城攻めにて初陣を果たした。元亀元年（1570年）の姉川の戦いや天正3年（1575年）5月の長篠の戦いに参加し、特に長篠の戦いにおける鳶巣山の戦いで武田軍に左股を撃たれ、その弾は生涯にわたり抜けなかった。
天正5年（1577年）、家督を継ぐ。小田原征伐後に家康が関東に移されると、三河田原城より上野白井藩に移され2万石を与えられた。関ヶ原の戦い後の慶長6年（1601年）には三河岡崎藩に5万石を与えられた。
慶長16年（1611年）3月22日、58歳で死去し、跡を長男の康紀が継いだ。墓所は静岡県掛川市横須賀の撰要寺。

## 系譜
父母
- 本多広孝（父）
- 松平義春の娘（母）

正室
- 石川家成の娘

子女
- 本多康紀（長男）生母は正室
- 本多紀貞（三男）生母は正室
- 本多重世（四男）
- 諏訪頼水正室
- 飛鳥井雅庸室
- 堀利重正室
- 遠藤慶勝正室

## 備考
- 俳優鶴見辰吾の母方の先祖に当たる。